# Barker Heights
Barker Heights è un census-designated place (CDP) degli Stati Uniti d'America, situato nello stato della Carolina del Nord, nella contea di Henderson. Secondo il censimento del 2020 gli abitanti di Barker Heights ammontavano a 1 249.